# 雙連坡
雙連坡，原寫為雙連陂，是臺灣桃園市平鎮區的一個傳統地域名稱，位於該區西北部。相較於今日行政區，其範圍大致與雙連里相近。

## 歷史
台灣清治末期至日治初期，雙連坡地區為一街庄，稱為「雙連陂庄」，隸屬於桃澗堡。該庄北與大崙庄為鄰，東與三座屋庄為鄰，東南與宋屋庄為鄰，西南邊為高山頂庄，西邊為過嶺庄。
「雙連陂庄」，相較於今日行政區，範圍大致涵蓋雙連里與高雙里，跟中壢區的五權、內厝兩里交叉為一坡地混合地區，地勢上屬高山頂台地，是過嶺台地與五塊厝低地之間的連接地帶。
清朝康熙末年，福建漳州府龍溪縣謝姓先民來「雙連陂」開墾，從家鄉帶三官大帝香爐來台。清乾隆五十四年，由台北觀音山八里岔墾拓的廣東潮州府饒平縣劉氏三兄弟，移居雙連陂大莊，向謝家購地開墾。謝家後徙到中壢洽溪庄繼續開墾。
1901年（明治三十四年）11月，全台廢縣廳、改設二十廳，該庄隸屬於桃仔園廳。1903年（明治三十六年），改名桃園廳。1909年（明治四十二年）10月，合併二十廳為十二廳，該庄隸屬不變。1920年（大正九年），廢十二廳改設五州二廳，該庄改制並改名為「雙連坡」大字，隸屬於新竹州中壢郡平鎮庄。
戰後平鎮庄改制為平鎮鄉，隸屬於新竹縣，大字亦改制為村。1950年桃、竹、苗分治，平鎮鄉改隸屬於桃園縣。1992年3月，平鎮鄉因人口達15萬而改制為平鎮市，村改制為里。2014年12月，桃園縣升格為直轄桃園市，平鎮市改制為平鎮區。

## 交通
市道114號是新屋永安漁港至板橋光復橋的道路，大致以橫向經過本地區中部，向西可前往新屋、永安漁港等地，向東可前往中壢、八德、鶯歌、板橋等地。

## 學校
- 國立中央大學（部分）
- 六和高中
- 中平國小